# Sun Yue (Leichtathletin)
Sun Yue (* 19. Juni 2001) ist eine chinesische Leichtathletin, die sich auf das Kugelstoßen spezialisiert hat. 2024 wurde sie in dieser Disziplin Hallenasienmeisterin.

## Sportliche Laufbahn
Erste internationale Erfahrungen sammelte Sun Yue im Jahr 2017, als sie bei den U18-Weltmeisterschaften in Nairobi mit einer Weite von 17,59 m die Bronzemedaille im Kugelstoßen gewann. 2024 siegte sie dann bei den Hallenasienmeisterschaften in Teheran mit einem Stoß auf 17,65 m. Im August nahm sie an den Olympischen Sommerspielen in Paris teil und schied dort mit 17,33 m in der Qualifikationsrunde aus. Im Jahr darauf belegte sie bei den World University Games in Bochum mit 17,21 m den fünften Platz.
2025 wurde Sun chinesische Hallenmeisterin im Kugelstoßen.